# سبا خواداگیانی
سبا خواداگیانی (گرجی: საბა ხვადაგიანი؛ زادهٔ ۳۰ ژانویهٔ ۲۰۰۳) بازیکن فوتبال اهل گرجستان است که در حال حاضر برای مکابی نتانیا در پست مدافع بازی می‌کند.
از باشگاه‌هایی که در آن بازی کرده است می‌توان به دینامو تفلیس و دینامو تفلیس ۲ اشاره کرد.
وی همچنین در تیم‌های ملی فوتبال زیر ۱۷ سال، زیر ۱۹ سال، زیر ۲۱ سال گرجستان و گرجستان بازی کرده است.

## دوران باشگاهی
سبا خواداگیانی محصول آکادمی فوتبال دینامو تفلیس است. او در ۲۷ فوریهٔ ۲۰۲۱ در دیدار افتتاحیهٔ فصل برابر سامگورالی در لیگ اروانولی برای نخستین بار به میدان رفت. نخستین گل او در لیگ، در تاریخ ۱۶ مه ۲۰۲۱ مقابل تلاوی به ثمر رسید و گل پیروزی‌بخش تیمش شد. پس از پایان فصل، خواداگیانی به‌عنوان بهترین بازیکن زیر ۱۹ سال لیگ انتخاب شد و در تیم منتخب فصل لیگ اروانولی نیز قرار گرفت.
در ژانویهٔ ۲۰۲۲، او قرارداد جدیدی به‌مدت دو سال با دینامو تفلیس امضا کرد. او در مجموع در چهار فصل بین سال‌های ۲۰۲۰ تا ۲۰۲۴، دو بار با دینامو قهرمان لیگ گرجستان شد.
در ۳۰ ژانویهٔ ۲۰۲۴، خواداگیانی با قراردادی به ارزش ۵۰۰٬۰۰۰ یورو به مکابی نتانیا در لیگ برتر فوتبال اسرائیل پیوست. این انتقال، بالاترین مبلغی بود که این باشگاه تا آن زمان برای جذب یک بازیکن خارجی پرداخت کرده بود.

## دوران ملی
خواداگیانی نخستین بار در سال ۲۰۱۷ و در جریان میزبانی گرجستان از یک تورنمنت چهارجانبه بین‌المللی، به تیم ملی زیر ۱۵ سال این کشور دعوت شد. یک سال بعد، در جام توسعه یوفا، برای تیم زیر ۱۶ سال گرجستان به میدان رفت.
در سال ۲۰۱۹، او به تیم زیر ۱۷ سال گرجستان پیوست و در دو دوره پیاپی از رقابت‌های مقدماتی قهرمانی اروپا زیر ۱۷ سال یوفا حضور یافت. سپس در مرحلهٔ مقدماتی قهرمانی زیر ۱۹ سال اروپا ۲۰۲۲، در سه دیدار برای تیم زیر ۱۹ سال بازی کرد. خواداگیانی نخستین بار در مارس ۲۰۲۱ به تیم ملی زیر ۲۱ سال گرجستان دعوت شد. از آن زمان، او به‌مدت چهار سال عضو ثابت این تیم بود و نخستین گل ملی خود را در ۲۱ نوامبر ۲۰۲۲ طی دیداری دوستانه برابر اوکراین در گوری به ثمر رساند.
خواداگیانی در هر چهار بازی تیمش در قهرمانی زیر ۲۱ سال اروپا ۲۰۲۳ حضور داشت. با آغاز مرحلهٔ مقدماتی دورهٔ بعدی، او به‌عنوان کاپیتان تیم برگزیده شد. در بازی سرنوشت‌ساز پلی‌آف برابر کرواسی، ضربهٔ پنالتی خود را تبدیل به گل کرد و نقش مهمی در صعود تیمش به مرحلهٔ نهایی قهرمانی زیر ۲۱ سال اروپا ایفا نمود. او هر سه بازی مرحلهٔ گروهی را به‌طور کامل انجام داد و با ۳۱ بازی، رکورد بیشترین تعداد بازی ملی در سطح زیر ۲۱ سال گرجستان را به نام خود ثبت کرد.
خواداگیانی در ۸ سپتامبر ۲۰۲۱ در دیداری دوستانه برابر بلغارستان، که با شکست ۴–۱ در زمین حریف همراه بود، نخستین بازی خود را برای تیم ملی فوتبال گرجستان انجام داد.